# Mikroregion Varginha

Mikroregion Varginha

Mikroregion Varginha – mikroregion w brazylijskim stanie Minas Gerais należący do mezoregionu Sul e Sudoeste de Minas.

## Gminy
- Boa Esperança
- Campanha
- Campo do Meio
- Campos Gerais
- Carmo da Cachoeira
- Coqueiral
- Elói Mendes
- Guapé
- Ilicínea
- Monsenhor Paulo
- Santana da Vargem
- São Bento Abade
- São Thomé das Letras
- Três Corações
- Três Pontas
- Varginha